# Garra rufa
Garra Rufa je riba iz porodice Cyprinidae dugačke svega do 12 centimetara, a teže oko 8 grama. Ove ribice imaju jednu vrlo čudnu osobinu: hrane se površinskim slojem ljudske kože i pri tome ispuštaju enzime koji ublažavaju tegobe bolesnika sa psorijazom. 

## Stanište i ponašanje
Ribice Garra Rufa potječu iz Anatolijskih gora u Turskoj. 
Žive u vulkanskim vrelima u kojima je temperatura vode od 28 do 38 stupnjeva Celzijevih. Tamošnje stanovništvo prije mnogo godina ustanovilo je da masaža tim ribicama ugodno utječe na zdravu kao i na oboljelu kožu. Nema zube i zato su njeni dodiri vrlo ugodni.

## Način hranjenja
Zbog povišene temperature vode ribicama se ubrza rad metabolizma i zbog toga ogladne. Ribicama ljudska koža služi kao nadomjestak njihovog pomanjkanja bjelančevina. One čiste rane i izlučuju enzim ditranol. 

## Strani nazivi
- Garra Rufa
- Dr Fish

## Vanjske poveznice
- [neaktivna poveznica]
- Croatian Garra Rufa center  Arhivirana inačica izvorne stranice od 16. srpnja 2007. (Wayback Machine)
- BBC Video